# Emil Kozánek
Emil Kozánek (12. května 1856, Kroměříž – 31. října 1927, Kroměříž) byl hudební organizátor, hudebník a advokát.
Jeho přátelé byli hudební skladatelé: Antonín Dvořák, Vítězslav Novák a mnoho dalších, aktivní hudeb. organizátor vedl spolek Moravan ve svém rodišti několik let.

## Život
Syn Jana Kozánka, po něm převzal rodinou advokátní kancelář v Kroměříži. Starosta Sokola, Občanské besedy. Byl dobrý klavírista. Během studií se seznámil s Antonínem Dvořákem, jenž si s ním pak korespondoval a navštěvoval Kroměříž, kde dokonce řídil jednu svoji skladbu.
1882: protektorem a mecenášem sboru Moravana je ustanoven JUDr. Emil Kozánek. Udával směr styky především s Antonínem Dvořákem, kterého poznal již za dob svých pražských studií.
1887: dirigentem Moravana ředitel hudební školy Ferdinand Vach. Provedení Dvořákovy kantáty Stabat Mater roku 1886. Řídil sám skladatel.
1910: Dr. Emil Kozánek prodal sdružení Okrašlovací a zalesňovací spolek část pozemků pro les na holém kopci Barbořina u Kroměříže.
11. září 1927: Nechala Kozánkova vdova vyrobit pomníček na Barbořině se slovy: „Tento roztomilý lesní sad založil a za pomoci několika přátel vysadil v letech 1904–7 vrchní rada zemského soudu Jan Horák, přednosta okresního soudu v Kroměříži. Budiž jemu vděčná paměť!“ 
Zemřel v roce 1927 a je pohřben na kroměřížském hřbitově.